# Punomys kofordi
Punomys kofordi és una espècie de mamífer rosegador de la família dels cricètids. És endèmic del sud del Perú, on viu a altituds d'entre 4.500 i 4.800 msnm. El seu hàbitat natural són els herbassars humits de Puna. És una espècie en risc mínim, és a dir, no sembla que hi hagi cap amenaça significativa per a la seva supervivència. L'espècie fou anomenada en honor del naturalista estatunidenc Carl Buckingham Koford.